# Casa al carrer Major, 12 (Tona)
La Casa al carrer Major, 12 és una obra barroca de Tona (Osona) inclosa a l'Inventari del Patrimoni Arquitectònic de Catalunya.

## Descripció
Edifici de planta i dos pisos. A la planta hi ha dues finestres, una d'elles de testera recta, amb una llinda d'una sola peça (1682) i brancals també de pedra d'una sola peça; l'altra s'ha modificat recentment (segle XX) i és l'entrada que dona accés a "La Caixa" (entitat que segurament ha restaurat tot l'edifici). Al primer pis destaca una balconada de dues obertures de testera recta, amb llindes d'una peça i dos sobrearcs al damunt, amb carreus carejats i escairats als brancals, una barana de ferro forjat i dos carreus a banda i banda a "manera de caps de biga" que serveixen de testos. La resta de finestres són de testera recta, llinda de pedra, brancals de carreus escairats i carejats i uns replanells de motllures còncaves i convexes alternades. La teulada és a doble vessant, vessa aigües a la façana principal i acaba amb un ràfec inclinat sostingut per un embigat de fusta. L'aparell es compon de carreuons i còdols irregulars disposats en filades uniformes.

## Història
El carrer Major segueix el traç d'un camí en direcció a Vic que unia el nucli primitiu de poblament de Tona (consolidat durant els segles XVII i XVIII) amb Corominons de la Creu, que durant els segles xviii i xix era un hostal i botiga de queviures. La construcció de cases a banda i banda del carrer fou un dels eixos urbanístics a partir dels que s'organitzà el creixement de la ciutat.